# Claudio Imhof
Claudio Imhof (Münsterlingen, Turgòvia, 26 de setembre de 1990) és un ciclista suís que combina la pista amb la carretera.

## Palmarès en ruta
- 2007
  - Vencedor d'una etapa del Gran Premi Rüebliland
- 2008
  - Vencedor d'una etapa del Tour del País de Vaud
- 2009
  - Vencedor d'una etapa de la Volta a Nova Caledònia

## Palmarès en pista
- 2008
  -  Campió d'Europa júnior en Scratch
  - 1r a l'UIV Cup Zuric (amb Silvan Dillier)
- 2009
  -  Campió de Suïssa en Persecució per equips
  - 1r als Quatre dies de Nouméa (amb Silvan Dillier)
- 2011
  -  Campió de Suïssa en Madison (amb Silvan Dillier)
  - 1r als Tres dies d'Aigle (amb Silvan Dillier)
- 2013
  -  Campió de Suïssa en Madison (amb Olivier Beer)
- 2016
  -  Campió de Suïssa en Persecució
  -  Campió de Suïssa en Mig Fons
- 2017
  -  Campió de Suïssa en Madison (amb Tristan Marguet)
  -  Campió de Suïssa en Persecució per equips